# La Bastide-Pradines
La Bastide-Pradines (okzitanisch: La Bastida de Pradinas) ist eine französische Gemeinde des Départements Aveyron in der Region Okzitanien (vor 2016: Midi-Pyrénées) mit 120 Einwohnern (Stand: 1. Januar 2022). Administrativ ist sie dem Kanton Saint-Affrique und dem Arrondissement Millau zugeteilt. 

## Geografie
La Bastide-Pradines liegt etwa 35 Kilometer westsüdwestlich von Millau und etwa 50 Kilometer südsüdöstlich von Rodez in der historischen Region der Rouergue. Umgeben wird La Bastide-Pradines von den Nachbargemeinden Creissels im Norden, Lapanouse-de-Cernon im Osten, Viala-du-Pas-de-Jaux im Süden, Tournemire im Südwesten, Saint-Rome-de-Cernon im Westen sowie Saint-Georges-de-Luzençon im Nordwesten.
Durch die Gemeinde führt die Autoroute A75.

## Bevölkerungsentwicklung
| Jahr                      | 1962 | 1968 | 1975 | 1982 | 1990 | 1999 | 2006 | 2013 |
| ------------------------- | ---- | ---- | ---- | ---- | ---- | ---- | ---- | ---- |
| Einwohner                 | 143  | 143  | 118  | 97   | 102  | 98   | 107  | 108  |
| Quelle: Cassini und INSEE |      |      |      |      |      |      |      |      |

## Sehenswürdigkeiten
- Kirche Saint-Pierre
- frühere Kommende des Johanniterordens